# Cervicati
Cervicati (in Arbëresh, IPA: [ar'bəreʃ]: Çervikat) ist eine süditalienische Gemeinde mit 787 Einwohnern (Stand 31. Dezember 2023) in der Provinz Cosenza in Kalabrien.

## Lage und Daten
Das Gebiet der Gemeinde liegt auf einer Höhe von 491 m über dem Meeresspiegel, umfasst eine Fläche von 12,09 km² und liegt etwa 44 km nördlich von Cosenza. Die Nachbargemeinden sind Cerzeto, Mongrassano und San Marco Argentano.

## Geschichte
Zwischen 1468 und 1506 wurden albanische Flüchtlinge (Arbëresh) hier angesiedelt.